# Seko Fofana
Seko Fofana (París, 7 de mayo de 1995) es un futbolista francés nacionalizado marfileño. Juega de centrocampista y su club es el Stade Rennes F. C. que disputa la Ligue 1 de Francia.

## Trayectoria

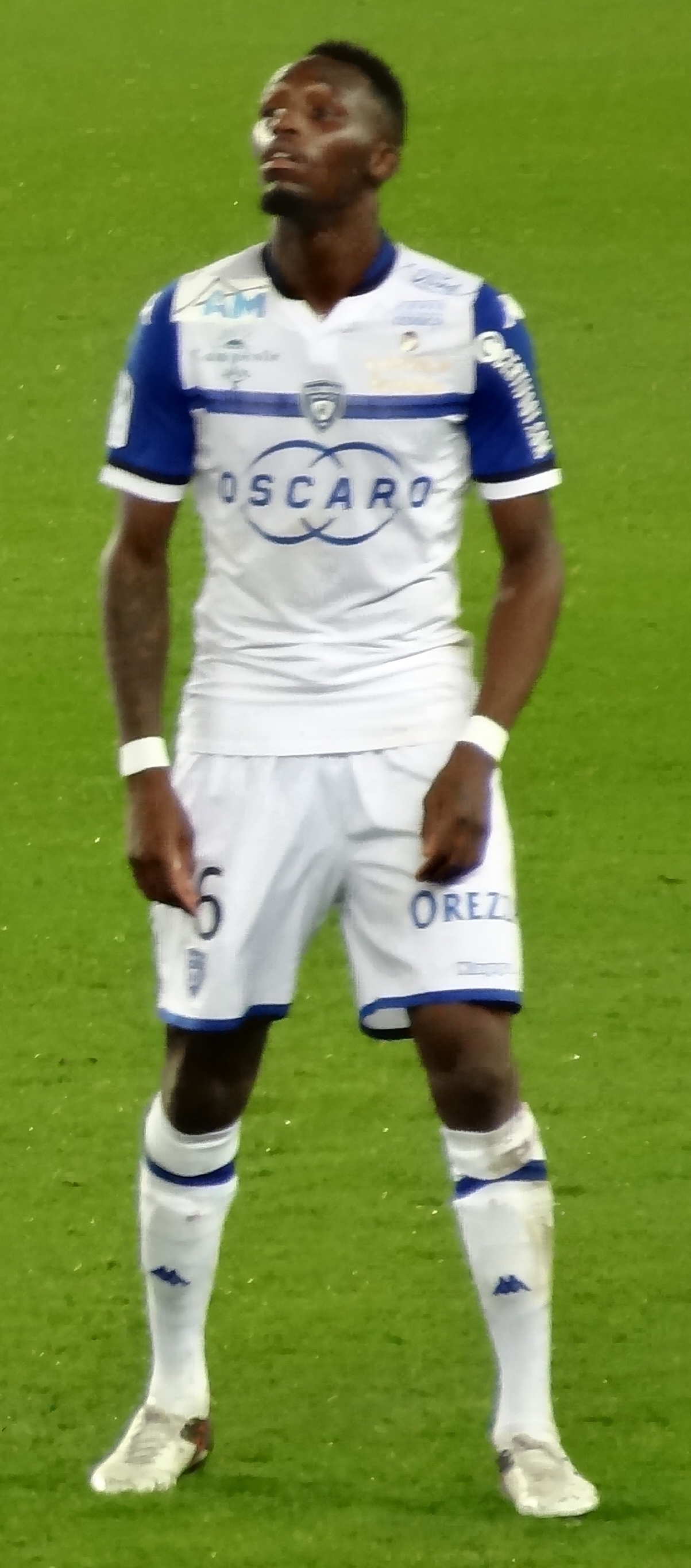
Fofana en Bastia

### Manchester City
Nacido en París, Francia, Fofana comenzó su carrera juvenil en París cuando tenía nueve años y se quedó allí durante seis años antes de unirse a Lorient. Después de dos años en Lorient, se trasladó a Inglaterra cuando se unió al Manchester City de la Premier League en 2013 y fue enviado inmediatamente al equipo de reserva. 
Fofana comenzó a ser titular habitual en las categorías de 18 años en la temporada 2013-14, haciendo 20 apariciones y anotó 5 goles en la liga y jugar 7 veces anotando dos veces en el club de la Liga Juvenil de la UEFA contra el CSKA de Moscú y Benfica. Durante el partido amistoso sub-21 del Manchester City contra HNK Rijeka, fue abusado racialmente por uno de los jugadores de la oposición justo antes del descanso. Como resultado, jugadores del plantel Sub-21 del Manchester City abandonaron el terreno de juego, lo que provocó la cancelación del partido. Después del partido, el mánager Patrick Vieira elogió la acción de los jugadores para marcharse.

### Fulham
El 27 de noviembre de 2014, Fofana firmó por el Fulham en préstamo hasta el 31 de enero de 2015. Debutó en Fulham dos días más tarde, en la que entró como sustituto de Emerson Hyndman en el minuto 63, en un 2-1 al vencer a Brighton & Hove Albion. Su forma y rendimiento convencieron a Fulham para extender el préstamo hasta el final de la temporada. Marcó su primer gol para el club el 21 de marzo de 2015 para asegurar la victoria por 2-0 ante Huddersfield Town. Habiéndose establecido bajo la dirección de Kit Symons, Fofana pasó a hacer 25 apariciones anotando una vez antes de regresar a su club dueño de su ficha.

### Bastia
Después de hacer dos apariciones para el City durante su gira de pretemporada en Australia (jugando la segunda mitad de la victoria por 2-0 sobre Adelaide United, y entrando como sustituto en el triunfo por 1-0 del Manchester City sobre Melbourne City), el club de la Premier League acordó enviar de nuevo a Fofana a préstamo para obtener más experiencia. Posteriormente, el francés regresó a su Francia natal para unirse a Bastia en un préstamo de una temporada el 29 de julio de 2015. Hizo su debut en la Ligue 1 en el primer partido de la temporada 10 días después, el 8 de agosto de 2015, jugando los 90 minutos completos en la victoria 2-1 en casa ante Rennes. Luego anotó su primer gol el 12 de diciembre de 2015, en el empate 1-1 contra Troyes, seguido asistiendo en el próximo partido el 19 de diciembre de 2015, en la victoria por 2-0 sobre Reims. En la victoria 1-0 sobre Montpellier el 16 de enero de 2016, Fofana recibió una tarjeta roja directa en el minuto 65. Después del partido, le dieron una Sanción de cuatro partidos y Fofana, él mismo, se disculpó por su acción. En total, hizo 32 apariciones y anotó una vez para Bastia.

### Udinese
Después de tres años en el Manchester City, Fofana se unió al Udinese de la Serie A, firmando un contrato de cinco años por el valor de £ 2,5 millones. Además del movimiento, incluyó una bonificación de € 2 millones y Bastia recibió el 15% de la compensación total, hasta € 700K. Fofana hizo su debut en el Udinese en el primer partido de la temporada jugando 79 minutos antes de ser sustituido, en la derrota por 4-0 contra Roma.

### Arabia Saudita
El 18 de julio de 2023 fichó por el Al-Nassr de la Liga Profesional Saudí. El fichaje se concretó por una suma de 30 millones de euros pagados al R. C. Lens, su club anterior. A mitad de temporada cambió de equipo al ser cedido al Al-Ettifaq Club, equipo en el que continuó la siguiente también a préstamo.

### Regreso a Francia
Coincidiendo con el inicio del año 2025, se hizo oficial su vuelta a Francia tras incorporarse al Stade Rennes F. C. y firmar hasta 2029.

## Selección nacional
Fofana es elegible para jugar en Francia y Costa de Marfil, ya que sus padres provienen de allí. Fofana anteriormente representó Francia sub-16, Francia sub-17, Francia sub-18 y Francia sub-19. El 3 de abril de 2017, Fofana eligió representar a Costa de Marfil, el país de sus padres.
Fofana debutó con Costa de Marfil en la derrota por 2-0 en la clasificación para la Copa Mundial de la FIFA 2018 ante Marruecos el 11 de noviembre de 2017.

## Estadísticas

### Clubes
Actualizado al último partido disputado el 27 de mayo de 2024.
| Club                           | Div.          | Temporada     | Liga  | Liga  | Liga   | Copas nacionales | Copas nacionales | Copas nacionales | Copas internacionales | Copas internacionales | Copas internacionales | Total | Total | Total  |
| Club                           | Div.          | Temporada     | Part. | Goles | Asist. | Part.            | Goles            | Asist.           | Part.                 | Goles                 | Asist.                | Part. | Goles | Asist. |
| ------------------------------ | ------------- | ------------- | ----- | ----- | ------ | ---------------- | ---------------- | ---------------- | --------------------- | --------------------- | --------------------- | ----- | ----- | ------ |
| Fulham F. C. Inglaterra        | 2.ª           | 2014-15       | 21    | 1     | 0      | 4                | 0                | 0                | —                     | —                     | —                     | 25    | 1     | 0      |
| Fulham F. C. Inglaterra        | Total club    | Total club    | 21    | 1     | 0      | 4                | 0                | 0                | —                     | —                     | —                     | 25    | 1     | 0      |
| S. C. Bastia Francia           | 1.ª           | 2015-16       | 32    | 1     | 2      | 1                | 0                | 0                | —                     | —                     | —                     | 33    | 1     | 2      |
| S. C. Bastia Francia           | Total club    | Total club    | 32    | 1     | 2      | 1                | 0                | 0                | —                     | —                     | —                     | 33    | 1     | 2      |
| Udinese Calcio · Italia        | 1.ª           | 2016-17       | 22    | 5     | 1      | 1                | 0                | 0                | —                     | —                     | —                     | 23    | 5     | 1      |
| Udinese Calcio · Italia        | 1.ª           | 2017-18       | 27    | 3     | 0      | 2                | 0                | 0                | —                     | —                     | —                     | 29    | 3     | 0      |
| Udinese Calcio · Italia        | 1.ª           | 2018-19       | 31    | 2     | 3      | 1                | 0                | 0                | —                     | —                     | —                     | 32    | 2     | 3      |
| Udinese Calcio · Italia        | 1.ª           | 2019-20       | 32    | 3     | 6      | 3                | 0                | 1                | —                     | —                     | —                     | 35    | 3     | 7      |
| Udinese Calcio · Italia        | Total club    | Total club    | 112   | 13    | 10     | 7                | 0                | 1                | —                     | —                     | —                     | 119   | 13    | 11     |
| R. C. Lens Francia             | 1.ª           | 2020-21       | 30    | 2     | 3      | 2                | 0                | 0                | —                     | —                     | —                     | 32    | 2     | 3      |
| R. C. Lens Francia             | 1.ª           | 2021-22       | 38    | 8     | 1      | 3                | 2                | 0                | —                     | —                     | —                     | 41    | 10    | 1      |
| R. C. Lens Francia             | 1.ª           | 2022-23       | 35    | 7     | 5      | 4                | 2                | 1                | —                     | —                     | —                     | 39    | 9     | 6      |
| R. C. Lens Francia             | Total club    | Total club    | 103   | 17    | 9      | 9                | 4                | 1                | —                     | —                     | —                     | 112   | 21    | 10     |
| Al-Nassr F. C. Arabia Saudita  | 1.ª           | 2023-24       | 14    | 0     | 1      | 3                | 2                | 0                | 8                     | 1                     | 0                     | 25    | 3     | 1      |
| Al-Nassr F. C. Arabia Saudita  | Total club    | Total club    | 14    | 0     | 1      | 3                | 2                | 0                | 8                     | 1                     | 0                     | 25    | 3     | 1      |
| Al-Ettifaq Club Arabia Saudita | 1.ª           | 2023-24       | 14    | 2     | 2      | —                | —                | —                | —                     | —                     | —                     | 14    | 2     | 2      |
| Al-Ettifaq Club Arabia Saudita | 1.ª           | 2023-24       | 13    | 0     | 0      | 2                | 0                | 0                | 4                     | 1                     | 0                     | 19    | 1     | 0      |
| Al-Ettifaq Club Arabia Saudita | Total club    | Total club    | 27    | 2     | 2      | 2                | 0                | 0                | 4                     | 1                     | 0                     | 33    | 3     | 2      |
| Stade Rennes F. C. Francia     | 1.ª           | 2024-25       | 16    | 1     | 1      | 1                | 0                | 0                | —                     | —                     | —                     | 17    | 1     | 1      |
| Stade Rennes F. C. Francia     | 1.ª           | 2025-26       | 0     | 0     | 0      | 0                | 0                | 0                | —                     | —                     | —                     | 0     | 0     | 0      |
| Stade Rennes F. C. Francia     | Total club    | Total club    | 16    | 1     | 1      | 1                | 0                | 0                | —                     | —                     | —                     | 17    | 1     | 1      |
| Total carrera                  | Total carrera | Total carrera | 325   | 35    | 25     | 27               | 6                | 2                | 12                    | 2                     | 0                     | 364   | 43    | 27     |

### Selección
Actualizado al último partido disputado el 11 de junio de 2024.
| Selección                | Año             | Amistosos | Amistosos | Amistosos | Mundial | Mundial | Mundial | Continental | Continental | Continental | Total | Total | Total |
| Selección                | Año             | Part.     | Goles     | Asis.     | Part.   | Goles   | Asis.   | Part.       | Goles       | Asis.       | Part. | Goles | Asis. |
| ------------------------ | --------------- | --------- | --------- | --------- | ------- | ------- | ------- | ----------- | ----------- | ----------- | ----- | ----- | ----- |
| Absoluta Costa de Marfil | 2017            | —         | —         | —         | —       | —       | —       | 1           | 0           | 0           | 1     | 0     | 0     |
| Absoluta Costa de Marfil | 2018            | —         | —         | —         | —       | —       | —       | —           | —           | —           | 0     | 0     | 0     |
| Absoluta Costa de Marfil | 2019            | 3         | 1         | 0         | —       | —       | —       | 2           | 0           | 0           | 5     | 1     | 0     |
| Absoluta Costa de Marfil | 2020            | —         | —         | —         | —       | —       | —       | —           | —           | —           | 0     | 0     | 0     |
| Absoluta Costa de Marfil | 2021            | —         | —         | —         | —       | —       | —       | —           | —           | —           | 0     | 0     | 0     |
| Absoluta Costa de Marfil | 2022            | 2         | 2         | 0         | —       | —       | —       | —           | —           | —           | 2     | 2     | 0     |
| Absoluta Costa de Marfil | 2023            | 2         | 0         | 0         | —       | —       | —       | 2           | 2           | 1           | 4     | 2     | 2     |
| Absoluta Costa de Marfil | 2024            | 1         | 0         | 1         | —       | —       | —       | 11          | 2           | 1           | 12    | 2     | 1     |
| Total selección          | Total selección | 8         | 3         | 1         | 0       | 0       | 0       | 16          | 4           | 2           | 24    | 7     | 3     |

## Palmarés

### Campeonatos internacionales
| Título                      | Equipo                       | Sede            | Año  |
| --------------------------- | ---------------------------- | --------------- | ---- |
| Campeonato de Clubes Árabes | Al-Nassr F. C.               | Arabia Saudita  | 2023 |
| Copa Africana de Naciones   | Selección de Costa de Marfil | Costa de Marfil | 2023 |